# Geretsberg
Geretsberg osztrák község Felső-Ausztria Braunau am Inn-i járásában. 2018 januárjában 1187 lakosa volt.

## Elhelyezkedése

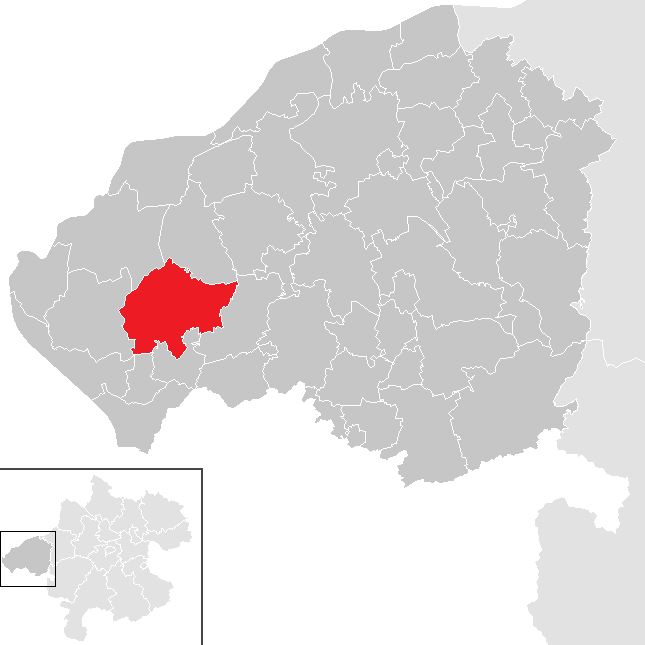
Geretsberg a Braunau am Inn-i járásban

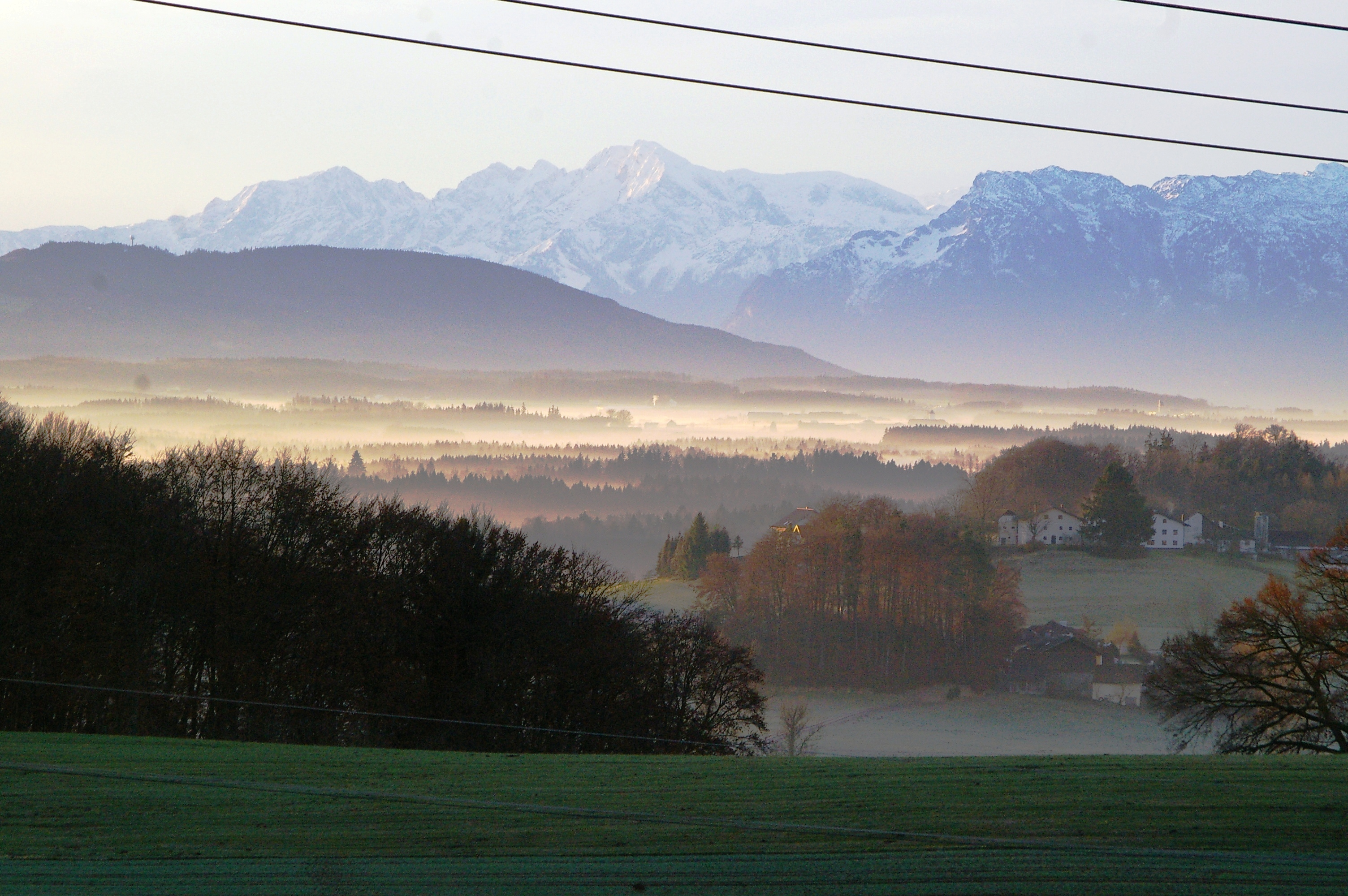
Geretsbergi táj, háttérben a Bajor-Alpokkal

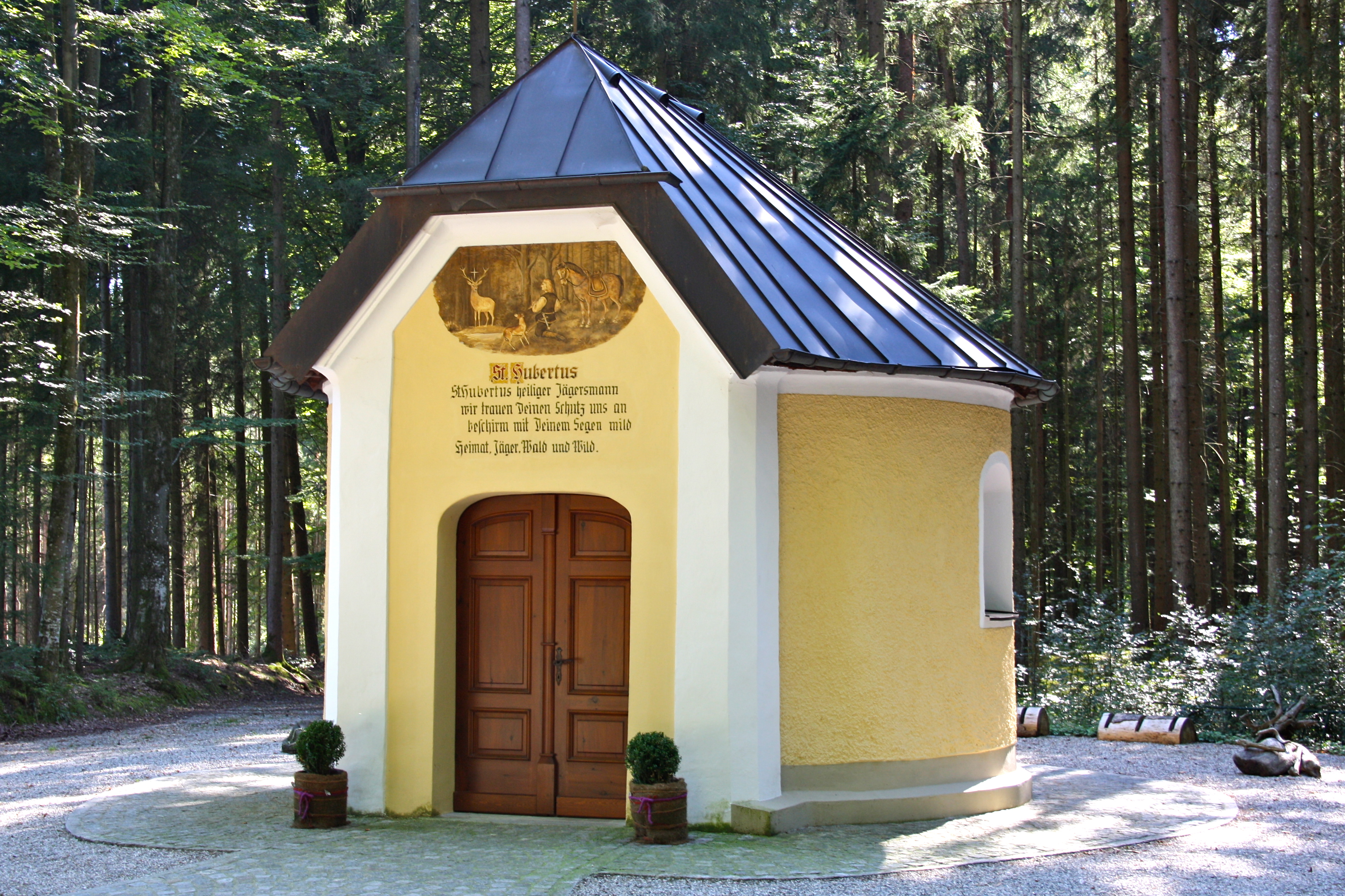
A Szt. Hubertus-kápolna

Geretsberg Felső-Ausztria nyugati részen, az Innviertel régióban fekszik, a Weilhart-erdő és az Ibmi-láp között. A település a jégkorszaki Salzach-gleccser morénájára épült. Területének 68,9%-a erdő, 27,1% áll mezőgazdasági művelés alatt. Az önkormányzat 19 településrészt és falut egyesít: Brunn (34 lakos 2018-ban), Ehrschwendt (37), Emmersberg (43), Gasteig (164), Geretsberg (196), Goldbrunn (34), Henkham (27), Hinterhof (36), Kobl (6), Lehrsberg (28), Maxlmoos (9), Mühlberg (65), Pimbach (51), Preisenberg (14), Reith (94), Straß (11), Webersdorf (139), Weißplatz (66) és Werberg (133).
A környező önkormányzatok: északkeletre Gilgenberg am Weilhart, délkeletre Eggelsberg, délre Franking és Haigermoos, nyugatra Tarsdorf, északnyugatra Hochburg-Ach.

## Története
Geretsberg területe a római időkben is lakott volt, legalábbis erről tanúskodik egy, a Weilhart-erdőben talált római pénzérme. A falu alapításától kezdve 1779-ig Bajorországhoz tartozott, amikor azonban a bajor örökösödési háborút lezáró tescheni béke következtében a teljes Innviertel Ausztriához került át. A napóleoni háborúk során 1809-ben a régiót a franciákkal szövetséges Bajorország visszakapta, majd Napóleon bukása után ismét Ausztriáé lett. 
A köztársaság 1918-as megalakulásakor Geretsberget Felső-Ausztria tartományhoz sorolták. Miután Ausztria 1938-ban csatlakozott a Német Birodalomhoz, az Oberdonaui gau része lett. A második világháború után a község visszakerült Felső-Ausztriához. 

## Lakosság
| 2016 | 1 126 |
| 2018 | 1 187 |

A geretsbergi önkormányzat területén 2018 januárjában 1187 fő élt. A lakosságszám 1961 óta lassú gyarapodó tendenciát mutat. 2016-ban a helybeliek 89,4%-a volt osztrák állampolgár; a külföldiek közül 4,7% a régi (2004 előtti, főleg Németország), 1,8% az új EU-tagállamokból érkezett. 0,6% a volt Jugoszlávia (Szlovénia és Horvátország nélkül) vagy Törökország, 3,4% egyéb országok polgára. 2001-ben a lakosok 90,2%-a római katolikusnak, 1,8% evangélikusnak, 1,3% mohamedánnak, 2,9% pedig felekezeten kívülinek vallotta magát. Ugyanekkor egy magyar élt a községben. 

## Látnivalók
- a Szt. Péter és Pál-plébániatemplom 1450-ben épült
- a Szt. Hubertus-kápolna
- az 1924-ben alapított geretsbergi fúvószenekar kiváló minősítést ért el a zenekarok versenyein

## Fordítás
- Ez a szócikk részben vagy egészben  a   Geretsberg című német Wikipédia-szócikk ezen változatának fordításán alapul.  Az eredeti cikk szerkesztőit annak laptörténete sorolja fel. Ez a jelzés csupán a megfogalmazás eredetét és a szerzői jogokat jelzi, nem szolgál a cikkben szereplő információk forrásmegjelöléseként.